# Simala
Simala är en ort och kommun i provinsen Oristano i regionen Sardinien i Italien. Kommunen hade 315 invånare (2017).